# Uopini
Uopini ist ein Ortsteil (Fraktion, italienisch frazione) der Gemeinde Monteriggioni in der Provinz Siena, Region Toskana in Italien.

## Geografie
Der Ort liegt ca. 8 Kilometer südöstlich des Hauptortes Monteriggioni und ca. 4 Kilometer nordwestlich der Provinzhauptstadt Siena in der Gebirgskette Montagnola Senese. Er liegt bei 352 Metern und hatte im Jahr 2001 ca. 500 Einwohner. Heute (2017) sind es ca. 470.

## Geschichte
Der Ortsname entstand aus den Wörtern Duo Pini (zwei Pinien), die vor der im 11. Jahrhundert begonnenen Kirche Erasmo e Marcellino standen. Nach der Niederlage der Republik Siena 1555 gehörte der Ort zum Großherzogtum Toskana und hier zur Verwaltungseinheit Masse del Terzo di Camollia. Mit der Gebietsreform von Pietro Leopoldo vom 2. Juni 1777 kam der Ort zu der Verwaltungseinheit Masse del Terzo di Città der Stadt Siena, die bis zur Napoleonischen Besetzung bestand und 1814 wieder eingesetzt wurde. 1869 wurde sie in die Masse di Siena eingegliedert und wurde dann Ortsteil von Monteriggioni.

## Sehenswürdigkeiten

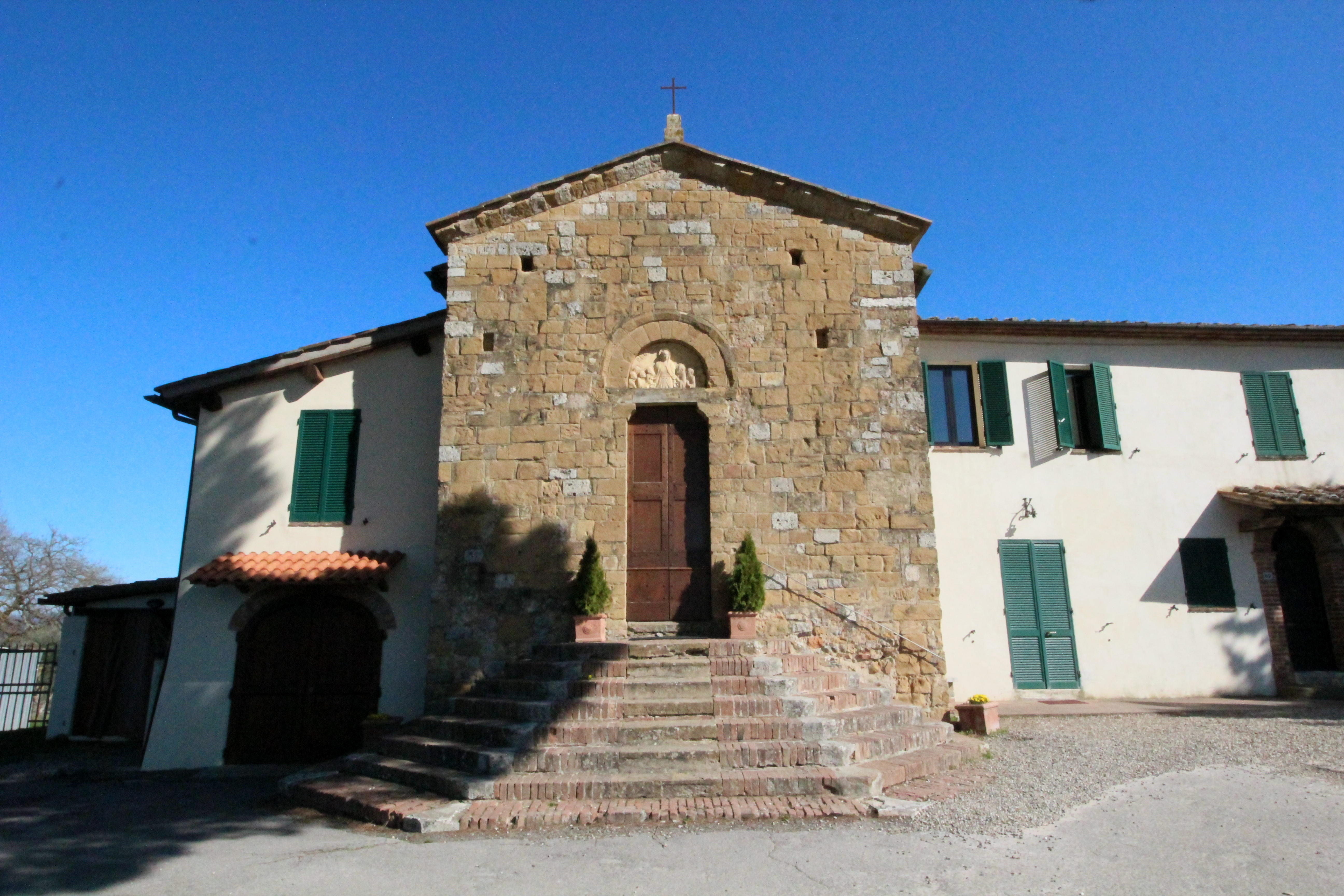
Die Kirche Santi Erasmo e Marcellino

- Santi Erasmo e Marcellino, Kirche im Erzbistum Siena-Colle di Val d’Elsa-Montalcino am nördlichen Ortsrand. Die Kirche an der Via Francigena entstand im 11. Jahrhundert und wurde mehrmals restauriert (1680, 1803–1818, 1861 und 1947).[3]
- Cappella del Beato Giovanni Colombini, Kapelle in der Via Uopini. Die Kapelle (auch Oratorio genannt[5][6]) entstand im 16. Jahrhundert zu Ehren von Giovanni Colombini[5] (Gründer der Jesuaten) aus einem Teil des ehemaligen Pilgerhospitals Santa Croce (1363), das bis 1754 aktiv war und von Colombini an die Confraternità dei Disciplinati di Maria Santissima vermacht wurde.[6] Enthält ein Gemälde von Alessandro Casolani.[7][6] Im 19. Jahrhundert war Francesco Nenci Eigentümer des Gebäudes.[6]

## Verkehr
- Uopini liegt wenige Kilometer entfernt von der Anschlussstelle Siena Nord am Übergang des Raccordo autostradale 3 in die Strada Statale 674 Tangenziale Ovest di Siena.
- Der nächstgelegene Bahnhof ist der Hauptbahnhof von Siena, ca. 4 km südwestlich gelegen.

## Bilder

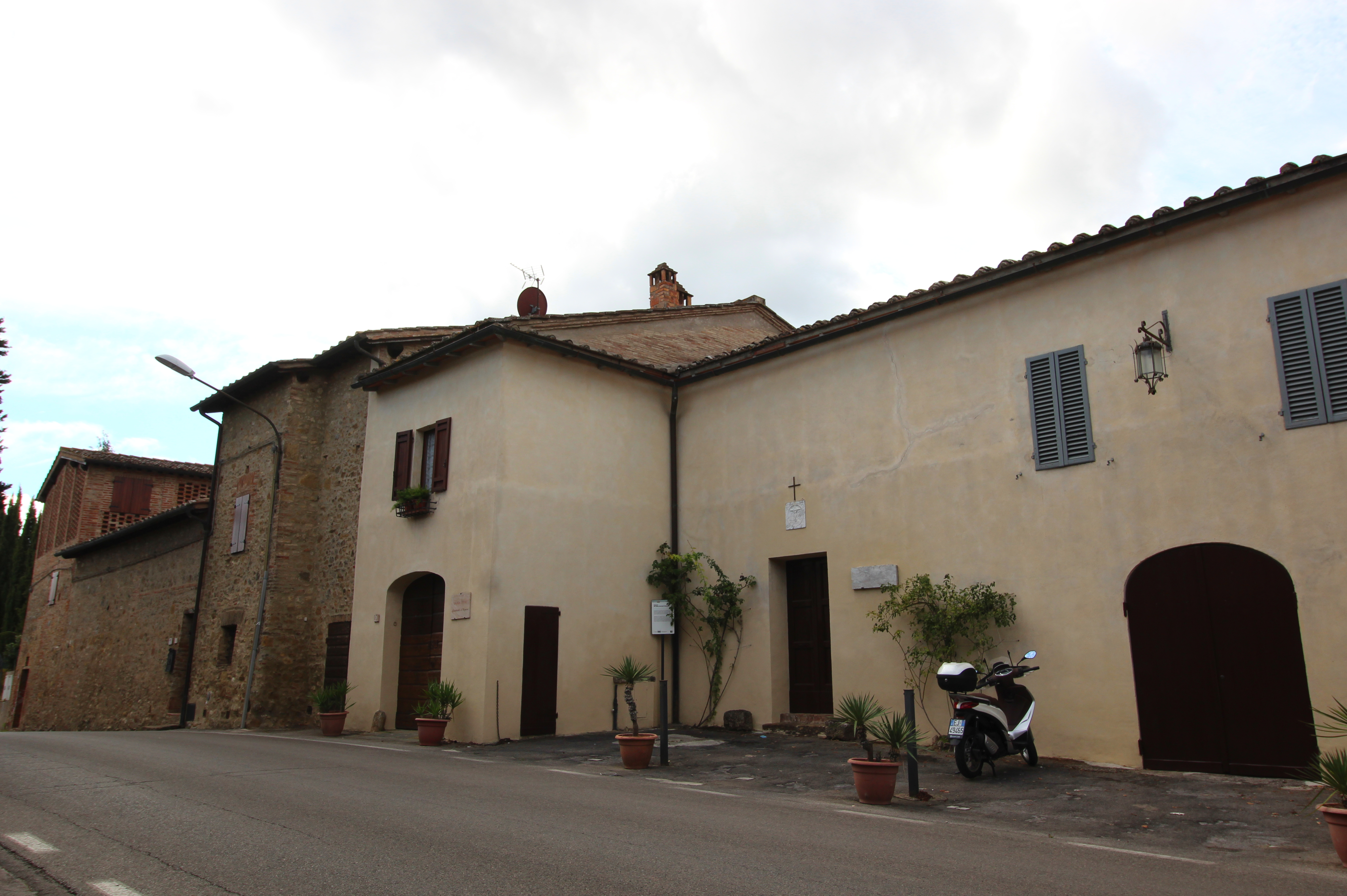
Die Kapelle Cappella del Beato Giovanni Colombini
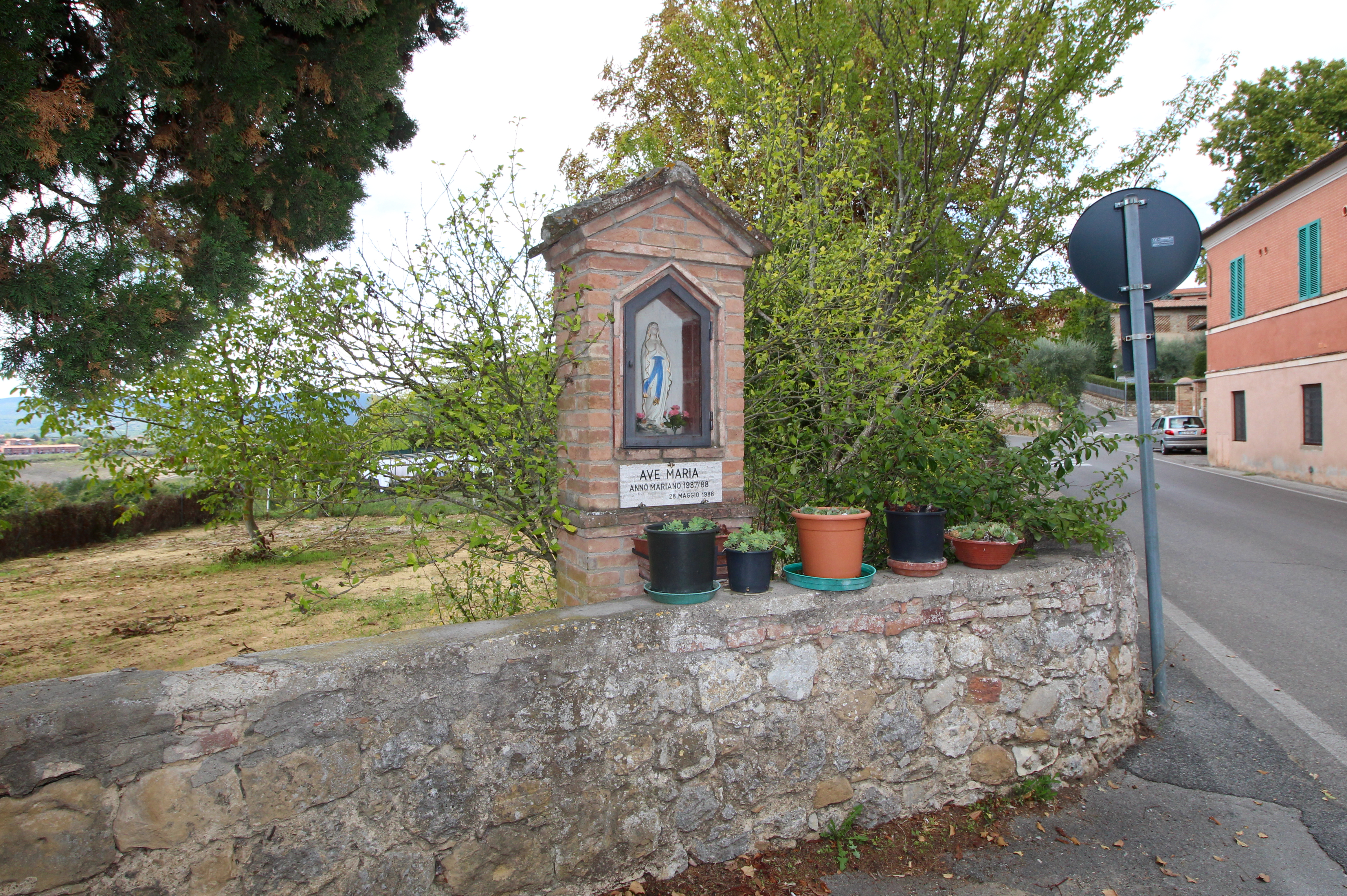
Das Tabernakel Ave Maria (1988) in der Via Uopini
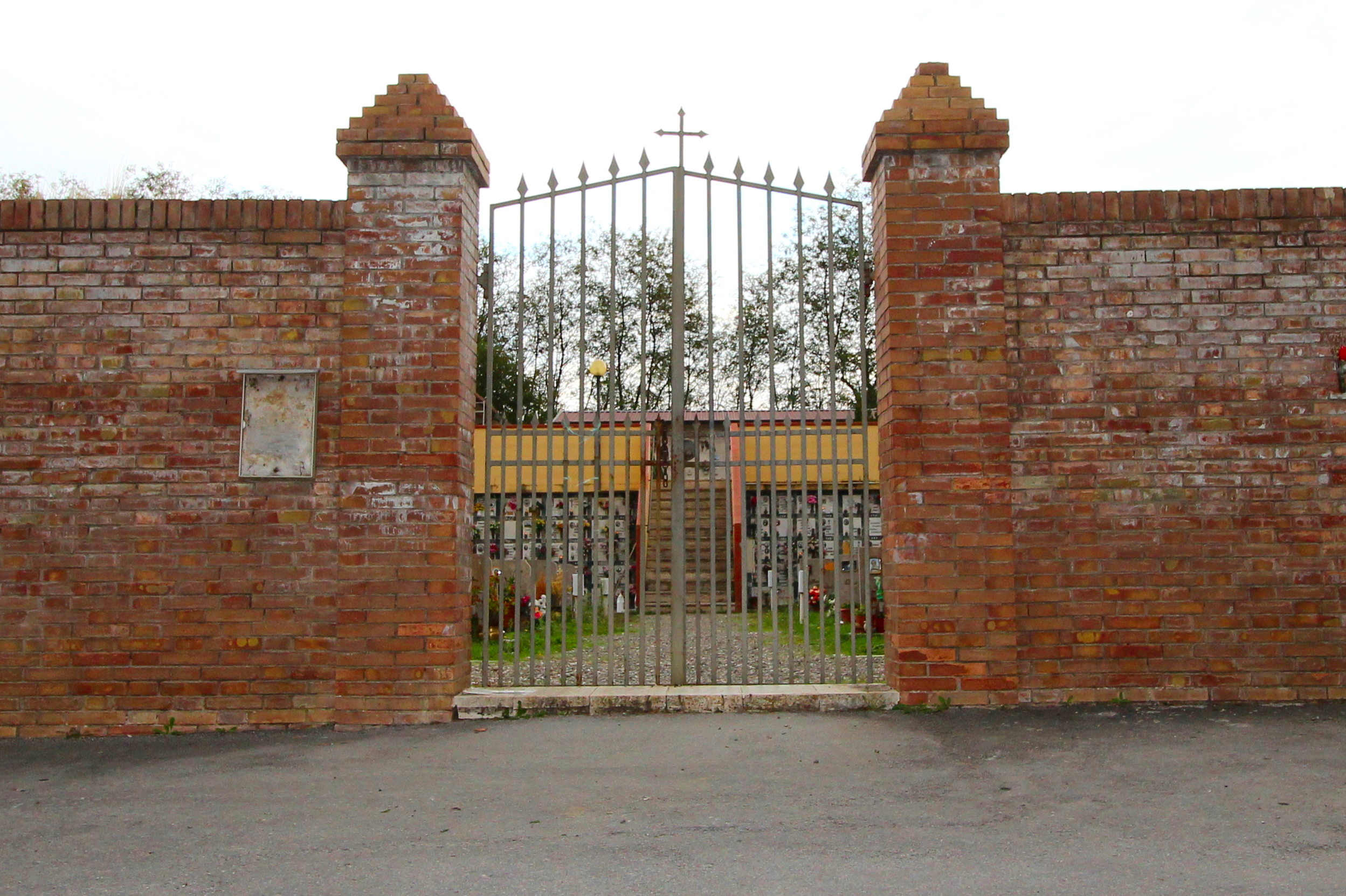
Der Friedhof von Uopini